# Trofee Maarten Wynants 2018
La 5e édition du Trofee Maarten Wynants a eu lieu le 2 mai 2018. La course fait partie du calendrier international féminin UCI 2018 en catégorie 1.1 et de la Lotto Cycling Cup pour Dames 2018. Elle est remportée par l'Italienne Marta Bastianelli.

## Présentation

### Parcours
Un circuit long de 10 km est à parcourir douze fois.

### Équipes
| Équipes féminines professionnelles (11)- Alé Cipollini - BTC City Ljubljana - Doltcini-Van Eyck Sport - Still Bike Team A.S. Dilettantistica - Experza-Footlogix - Health Mate-Cyclelive Team - Hitec Products-Birk Sport - Lotto Soudal Ladies - Parkhotel Valkenburg-Destil - Valcar PBM - WaowDeals Équipe amateur- Centre mondial du cyclisme Équipe féminines amateur (17)- Autoglas Wetteren - d.velop cloud-cycle cafe ladies - Entente cycliste Wallonie - Equano-Wase Zon - Hoop Op Zegen Beveren - Isorex - Jan van Arckel - Jos Feron Lady Force - Keukens Redant - Maaslandster Veris CCN - Memorial Santos-Fupep - Onform - Team Stuttgart - TWC de Kempen - Vélo Sprint Bouchain - Wielerclub de sprinters Malderen - YRDP Fred Whitton Challenge |
| |

## Récit de la course
La course se conclut par un sprint dominé par Marta Bastianelli. Monique van de Ree et Lorena Wiebes complètent le podium.

## Classements

### Classement final
| \| Classement général \| Classement général \| Classement général \| Classement général \| Classement général \| \| Coureuse \| Coureuse \| Pays \| Équipe \| Temps \| \| ------------------ \| ------------------------- \| ------------------ \| --------------------------- \| ------------------ \| \| 1re \| Marta Bastianelli \| Italie \| Alé Cipollini \| 2 h 48 min 48 s \| \| 2e \| Monique van de Ree \| Pays-Bas \| WaowDeals \| + 0 s \| \| 3e \| Lorena Wiebes \| Pays-Bas \| Parkhotel Valkenburg \| + 0 s \| \| 4e \| Pascale Jeuland-Tranchant \| France \| Doltcini-Van Eyck Sport \| + 0 s \| \| 5e \| Maria Giulia Confalonieri \| Italie \| Valcar PBM \| + 0 s \| \| 6e \| Marjolein van 't Geloof \| Pays-Bas \| Lotto Soudal Ladies \| + 0 s \| \| 7e \| Nguyễn Thị Thật \| Viêt Nam \| Centre mondial du cyclisme \| + 0 s \| \| 8e \| Marta Cavalli \| Italie \| Valcar PBM \| + 0 s \| \| 9e \| Martina Fidanza \| Italie \| Eurotarget-Bianchi-Vitasana \| + 0 s \| \| 10e \| Kaat Hannes \| Belgique \| Jos Feron Lady Force \| + 0 s \| |                           |          |                             |                 |
| |                           |          |                             |                 |
| |                           |          |                             |                 |
| Classement général |                           |          |                             |                 |
| Coureuse | Coureuse                  | Pays     | Équipe                      | Temps           |
| 1re | Marta Bastianelli         | Italie   | Alé Cipollini               | 2 h 48 min 48 s |
| 2e | Monique van de Ree        | Pays-Bas | WaowDeals                   | + 0 s           |
| 3e | Lorena Wiebes             | Pays-Bas | Parkhotel Valkenburg        | + 0 s           |
| 4e | Pascale Jeuland-Tranchant | France   | Doltcini-Van Eyck Sport     | + 0 s           |
| 5e | Maria Giulia Confalonieri | Italie   | Valcar PBM                  | + 0 s           |
| 6e | Marjolein van 't Geloof   | Pays-Bas | Lotto Soudal Ladies         | + 0 s           |
| 7e | Nguyễn Thị Thật           | Viêt Nam | Centre mondial du cyclisme  | + 0 s           |
| 8e | Marta Cavalli             | Italie   | Valcar PBM                  | + 0 s           |
| 9e | Martina Fidanza           | Italie   | Eurotarget-Bianchi-Vitasana | + 0 s           |
| 10e | Kaat Hannes               | Belgique | Jos Feron Lady Force        | + 0 s           |

### Points UCI
| Position           | 1er | 2e | 3e | 4e | 5e | 6e | 7e | 8e | 9e | 10e | 11e | 12e | 13e à 15e | 16e à 25e |
| Classement général | 125 | 85 | 70 | 60 | 50 | 40 | 35 | 30 | 25 | 20  | 15  | 10  | 5         | 3         |